# Carissa Etienne
Carissa Faustina Etienne, född 2 november 1952 på Dominica, död 1 december 2023 i USA, var en dominikisk politiker och folkhälsoexpert. Hon var direktör för Pan American Health Organization, PAHO, och Världshälsoorganisationens (WHO:s) regiondirektör för Amerika.

## Biografi
Etienne har en examen i medicin och kirurgi (MBBS) från University of the West Indies i Jamaica. 1982 avlade hon en magisterexamen i barfotaläkarkunskap vid London School of Hygiene & Tropical Medicine i Storbritannien.
1977 inledde Etienne sin karriär som läkare på Princess Margaret Hospital i Dominica. 1989 fick hon uppdraget som chef för primärvården samt som katastrofkoordinator för hälsoministeriets räkning. Under 1990-talet drev Etienne en privat klinik parallellt som hon utförde uppdrag åt det dominikiska hälsoministeriet, bland annat som nationell epidemiolog samt ordförande för den nationella aids-kommittén.
Från 2003 till 2008 var Etienne biträdande direktör för PAHO. Mellan 2008 och 2012 arbetade hon som biträdande generaldirektör för Health Systems and Services på Världshälsoorganisationen och ledde där bland annat arbetet med att ta fram en rapport om finansieringen av hälsovårdssystem i syfte att skapa universell hälso- och sjukvård: World Health Report 2010 – Health systems financing: the path to universal coverage.
I september 2012 valdes hon till verkställande direktör för PAHO och tillträdde sin första femårsperiod på posten i februari 2013. Den 27 september 2017 omvaldes Etienne för en andra femårsperiod som verkställande direktör för PAHO. Den 23 januari 2018 utsåg WHO:s direktion henne för en andra period till WHO:s regiondirektör för Amerika.